# Хрушиця (Ілірська Бистриця)
Хрушиця (словен. Hrušica) — поселення в общині Ілірська Бистриця, Регіон Нотрансько-крашка, Словенія. Висота над рівнем моря: 579,6 м.